# 바실리예프카 (북카자흐스탄주)
틀:НП-Казахстан
바실리예프카는 카자흐스탄의 북카자흐스탄주에 위치한 지역이다. 시간대는 UTC+6:00이며, 가장 가까운 대로는 KC-10이다. 누르술탄에서 M-36을 경유하여 자가용으로 약 4시간이 소요된다.

## 비고
1. ↑  История района Магжана Жумабаева